# Bedford OB
O Bedford OB foi o modelo de ônibus construído pela empresa Britânica Bedford. Muito popular na década de 1930, era um veículo robusto de chassis monobloco com tração semi-dianteira que comportava de 26 a 29 passageiros. Possuía motor de 27.37 hp a gasolina com câmbio de quatro velocidades, freios a vácuo com assistência hidráulica.
Antes da Segunda Guerra Mundial em 1939 foram produzidos apenas 73 unidades, a produção foi retomada após a guerra e durou até 1950 tendo sido produzidas 12.766 unidades.